# Окулярник помаранчевоногий
Окулярник помаранчевоногий (Zosterops oleagineus) — вид горобцеподібних птахів родини окулярникових (Zosteropidae). Ендемік Федеративних Штатів Мікронезії.

## Опис
Довжина птаха становить 12,5-13 см. Тім'я і верхня частина тіла зеленувато-оливкова, горло жовте, нижня частина тіла коричнювато-оливкова. Навколо очей білі кільця, від дзьоба до очей ідуть чорні смуги. Очі червонуваті, дзьоб жовтувато-оранжевий, лапи оранжеві.

## Поширення і екологія
Помаранчевоногі окулярники є ендеміками острова Яп в архіпелазі Яп. Вони живуть в рівнинних тропічних і магрових лісах.

## Збереження
МСОП вважає стан збереження виду близьким до загрозливого. За оцінками дослідників, популяція помаранчевоногих окулярників становить близько 13000 птахів. Їм загрожує знищення природного середовища.